# ميلن تشيتام
السير جوشوا ميلن كرامبتون تشيتام KCMG (9 يوليو 1869 - 6 يناير 1938) كان دبلوماسيًا بريطانيًا.

## السيرة الذاتية
وُلد في بريستون، وهو ابن جوشوا ميلن تشيتام، عضو برلمان. تلقى تعليمه في مدرسة روسال، حيث حصل على منحة دراسية إلى كلية كرايست تشيرش، أكسفورد. درس الكلاسيكيات في أكسفورد، ثم التحق بالخدمة الدبلوماسية. عمل في مدريد، وباريس، وطوكيو، وبرلين، وروما، وريو دي جانيرو قبل أن يتم إرساله إلى القاهرة في يناير 1910. عندما أعلنت المملكة المتحدة حمايتها على مصر في ديسمبر 1914، أصبح مفوضًا ساميًا بالإنابة، في انتظار وصول السير هنري مكماهون. تولى مسؤولية الوكالة البريطانية خلال فصلي الربيع والخريف من عام 1919، وكان عليه مواجهة ثورة 1919.
فيما بعد، خدم في السفارة البريطانية في باريس، وتم تعيينه وزيرًا لدى سويسرا في عام 1922. وفي عام 1924، تم تعيينه وزيرًا لدى اليونان بعد انقطاع دام عامين في العلاقات الدبلوماسية. أُرسل لاحقًا إلى الدنمارك في عام 1926 وتقاعد في عام 1928.

## العائلة
تزوج السير ميلن تشيتام مرتين. كانت زوجته الأولى أناستاسيا مورافيفا (المعروفة أيضًا باسم مورافيف)، الحاصلة على وسام الإمبراطورية البريطانية (CBE)، (توفيت عام 1976)، ابنة زوجة نيكولاي مورافيف، وزير العدل في الإمبراطورية الروسية وسفيرها لدى إيطاليا. تزوجا في عام 1907 وطلقا في عام 1923.
أنجبا ابنًا واحدًا، نيكولاس (1910–2002)، الذي اتبع خطى والده وحقق مسيرة مهنية ناجحة في الخدمة الدبلوماسية.
كانت زوجته الثانية سينثيا شارلوت سيمور (توفيت عام 1968)، التي تزوجها في 11 يوليو 1923. كانت ابنة السير هوراس ألفريد دامر سيمور وإليزابيث ماري روملي.

## الأوسمة
حصل السير ميلن تشيتام على ميدالية تتويج الملك جورج الخامس في عام 1911، وتم منحه لقب فارس قائد في وسام القديس ميخائيل والقديس جرجس عام 1915.
| المناصب السياسية               | المناصب السياسية                                             | المناصب السياسية      |
| ------------------------------ | ------------------------------------------------------------ | --------------------- |
| سبقه هو أول مندوب بريطاني سامي | المندوب السامي البريطاني في مصر ديسمبر، 1914 - 9 يناير، 1915 | تبعه سير هنري مكماهون |